# 467 (numero)
Quattrocentosessantasette (467) è il numero naturale dopo il 466 e prima del 468.

## Proprietà matematiche
- È un numero dispari.
- È un numero difettivo.
- È il 91º numero primo, dopo il 463 e prima del 479.
  - È un numero primo sicuro.
  - È un numero primo di Eisenstein.
  - È un numero primo troncabile a sinistra.
- È parte della terna pitagorica (467, 109044, 109045).

## Astronomia
- 467P/LINEAR-Grauer è una cometa periodica del sistema solare.
- 467 Laura è un asteroide della fascia principale del sistema solare.
- NGC 467 è una galassia lenticolare della costellazione dei Pesci.

## Astronautica
- Cosmos 467 è un satellite artificiale russo.